# Березовський Роман Анатолійович
Роман Березовський (вірм. Ռոման Բերեզովսկի, нар. 5 серпня 1974, Єреван) — вірменський футболіст українського походження, що грав на позиції воротаря. Виступав, зокрема, за клуб «Зеніт», а також національну збірну Вірменії.

## Ранні роки
Батьки Романа познайомилися на острові Шпіцберген, де разом працювали. Пізніше вони працювали в Донецьку, а потім проживали в Тульській області. Потім переїхали в Єреван, де їм дали роботу й надали квартиру. У п'ять років Роман вже говорив по-вірменськи краще за батьків. Старший брат Романа в юності займався велоспортом, потім дослужився до полковника внутрішніх військ. Сам Роман з дитинства мріяв стати футболістом.

## Клубна кар'єра

### Початок кар'єри
Березовський розпочав свою професійну кар'єру в 1991 році в першості СРСР. Першим клубом в його кар'єрі був скромний «Кошкагорц», який боровся за право виступати у другій лізі союзного чемпіонату. Незважаючи на те, що 16-річний Березовський був наймолодшим гравцем команди, він зумів стати в ній основним воротарем. У першому чемпіонаті Вірменії він почав сезон у «Шенгавіті», а закінчив у «Сюніці». Оборона «Сюніка» була дуже слабкою, в результаті чого Березовський за 13 матчів пропустив 30 м'ячів.
Через складну економічну ситуацію в Вірменії і неможливість заробити собі на життя футболом в Єревані Березовський після завершення сезону переїхав до Санкт-Петербурга. Майже рік він жив у знайомих, ніде не працював, але грав в аматорській футбольній першості міста. Там на нього звернули увагу і запросили в місцевий «Космос-Кіровець», який виступав у третій лізі. Хоча команда тоді перебувала на межі розвалу, особливого вибору у Березовського не було. Він відіграв за «Космос-Кіровець» сезон, в тому числі брав участь в матчі проти дубля «Зеніту». На Романа звернув увагу тренер цього клубу В'ячеслав Мельников і запросив у команду.

### «Зеніт» (Санкт-Петербург)
У 1994 році Березовський підписав з «Зенітом» перший в своїй кар'єрі повноцінний контракт. Однак вже незабаром перспективи Романа в клубі стали туманними - Мельникова на посаді головного тренера змінив Павло Садирін, який особливо не придивлявся до молодого воротаря на тренуваннях й на початку 1995 року віддав його в оренду клубу «Сатурн-1991». Уже після першого кола Садирін повернув Березовського в команду, де той спершу став третім воротарем, а під кінець сезону отримав шанс проявити себе в основному складі.
У листопаді 1996 року відбувся пам'ятний матч «Зеніту» з московським «Спартаком». Дві грубі помилки Березовського дозволили «Спартаку» перемогти, наздогнати в першості владикавказьку «Аланію» й завоювати золоті медалі чемпіонату Росії. Через півтора року колишній нападник «Зеніту» Сергій Дмитрієв дав резонансне інтерв'ю, в якому заявив, що матч з «Спартаком» був договірним. Незабаром до скандального обговорення в пресі приєднався Павло Садирін, який на той час вже тренував московський ЦСКА, який, посилаючись на гравців «Зеніта», прямо заявив, що гру здав Березовський за вказівкою Віталія Мутка. Садирін незабаром відмовився від своїх слів, а з Березовського були зняті всі звинувачення.
Березовський важко переживав помилки в матчі зі «Спартаком» й критику на свою адресу, яка після цього на нього хлинула, але йому допоміг подолати важкий період в кар'єрі новий тренер «Зеніту» Анатолій Бишовець, який говорив, що Роман талантом не поступається відомим воротарям Дмитру Харіну, Станіславу Черчесову й Олександру Уварову. При Бишовці місце Березовського в воротах була незаперечним, він два сезони відіграв без замін. Коли на зміну Бишовцю прийшли Анатолій Давидов та Юрій Морозов, Роману знову довелося доводити своє право грати в основному складі. При Морозові грати воротареві доводилося до першої серйозної помилки, через що Березовський, який вважав, що конкуренція між воротарями йде їм тільки на шкоду, не демонстрував колишньої впевненої гри. У 1999 році в «Зеніті» почав грати воротар місцевої школи В'ячеслав Малафєєв, який разом з Дмитром Бородіним, який прийшов наступного року, поступово витіснив Березовського зі складу.
У 2000 році Березовський був близький до переходу у французький «Сент-Етьєн», який він сам вибрав з десятка запропонованих варіантів. У квітні Роман пройшов у Франції медогляд і підписав попередній контракт, клуби погодили між собою умови трансферу на суму 1,8 млн доларів. Але влітку Березовський відмовився від переходу. Сам він стверджує, що запідозрив французьку сторону в махінаціях, зокрема контракт вимагав від нього отримання грецького паспорта, оскільки дозволялося мати в заявці лише трьох гравців, які не представляють країни Євросоюзу. Президент «Сент-Етьєна» Ален Бомпар заявив, що футболіст постійно вимагав більш високу зарплату, і назвав Березовського шантажистом. Віталій Мутко називав угоду вихідною для всіх сторін. У підсумку замість Березовського в «Сент-Етьєн» поїхав Максим Левицький, для якого історія з підробленим грецьким паспортом ледь не закінчилася в'язницею.
За п'ять років, проведених у пітерському клубі, Березовський зіграв в 118 матчів й пропустив у них 110 м'ячів. Йому вдалося також виграти й трофей - Кубок Росії. Також голкіпер зайняв третє місце в списку 33 найкращих футболістів чемпіонату Росії і отримав премію «Найкращий воротар чемпіонату Росії» за оцінками «Спорт-Експрес». Останній матч за «Зеніт» він провів 1 жовтня 2000 року проти московського «Локомотива».

### Московські «Торпедо» й «Динамо»
У міжсезоння 2000/01 років Березовський перейшов у московське «Торпедо», з яким уклав контракт на рік. Сезон для Романа вийшов невдалим - він часто допускав помилки, а тренер Віталій Шевченко не довіряв йому в повній мірі.
Наступного міжсезоння інтерес до Березовського з боку російських клубів був невеликий, пропозиція йому зробило лише московське «Динамо», якому потрібен був досвідчений і надійний воротар. Роман підписав контракт з клубом відразу на чотири роки. Зі столичним клубом Березовський трофеїв не виграв, але провів багато матчів (88). 30 червня 2003 року зіграв за збірну легіонерів чемпіонату Росії.

### «Хімки»

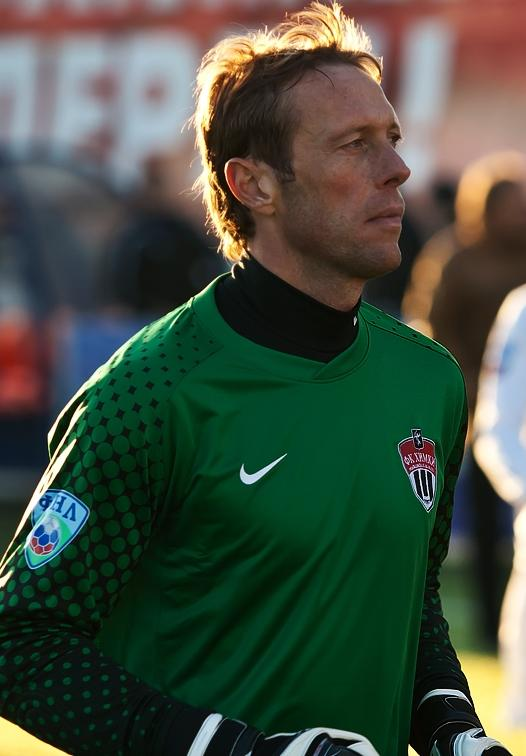
Березовський в складі «Хімок» (2011)

У 2006 році Березовський перейшов в «Хімки». З ним клуб виграв путівку в Прем'єр-лігу і на чотири сезони закріпився в ній. За цей період Березовський отримав чотири індивідуальних трофея: 3-тє місце серед воротарів за кількістю сухих матчів у чемпіонатах Росії, 1-ше місце серед воротарів за кількістю пропущених м'ячів у чемпіонатах Росії і став рекордсменом в радянському і російському футболі за кількістю відбитих пенальті. Став 26-м членом «Клубу Льва Яшина». Матч з «Амкаром», виграний хімчанами з рахунком 2:0, став його сотою «сухою» грою. 15 квітня 2008 року був обраний капітаном ФК «Хімкі». 27 грудня 2010 року Березовський підписав новий контракт з клубом. Термін угоди розрахований на один рік.

### Повернення в «Динамо»
2 лютого 2012 року підписав контракт з московським «Динамо». Дебютував у матчі проти «Анжі», в якому пропустив 1 м'яч. 3 серпня в матчі проти «Терека» (1:0) записав на свій рахунок «сухий» матч, який став для голкіпера сотим у чемпіонатах Росії.
Після завершення сезону чемпіонату Росії з футболу 2014/2015 років і завершення дії контракту з «Динамо» Березовський отримав пропозицію від єреванського «Пюніка». Пізніше - 12 червня 2015 року - «Динамо» запропонувало Роману увійти до тренерського штабу команди. 14 липня 2015 року Березовський увійшов до тренерського штабу нового головного тренера «Динамо» - Андрія Кобелєва.

## Виступи за збірну
Вперше за національну збірну Вірменії Березовський зіграв 31 серпня 1996 року в домашньому матчі відбіркового турніру чемпіонату світу 1998 року проти команди Португалії (0:0).
11 жовтня 2011 року він став учасником скандального епізоду, коли в останньому матчі відбіркового турніру чемпіонату Європи 2012 року проти збірної Ірландії іспанський суддя Едуардо Ітурральде Гонсалес на 26-ій хвилині видалив Березовського за фол останньої надії, вважаючи, що той зіграв руками за межами штрафного майданчика. Насправді ж ірландський нападник Саймон Кокс підіграв собі рукою, після чого м'яч потрапив Березовському в груди. Ця суддівська помилка негативно позначилася на грі вірменської збірної, яка програла з рахунком 1:2 і втратила шансу посісти друге місце в групі.
13 червня 2015 року в домашньому матчі зі збірною Португалії Березовський зіграв свій останній повний матч за збірну (2:3). 25 березня 2016 року провів прощальний, 94-ий матч, за збірну Вірменії проти команди Білорусі (0:0). Березовський вийшов в стартовому складі і на 8-ій хвилині був замінений на Арсена Бегларяна.

## Матчі за збірну
| національна збірна Вірменії | національна збірна Вірменії | національна збірна Вірменії |
| Рік                         | Матчі                       | Голи                        |
| --------------------------- | --------------------------- | --------------------------- |
| 1996                        | 3                           | 0                           |
| 1997                        | 5                           | 0                           |
| 1998                        | 4                           | 0                           |
| 1999                        | 8                           | 0                           |
| 2000                        | 5                           | 0                           |
| 2001                        | 3                           | 0                           |
| 2002                        | 2                           | 0                           |
| 2003                        | 6                           | 0                           |
| 2004                        | 1                           | 0                           |
| 2005                        | 6                           | 0                           |
| 2006                        | 2                           | 0                           |
| 2007                        | 6                           | 0                           |
| 2008                        | 4                           | 0                           |
| 2009                        | 3                           | 0                           |
| 2010                        | 5                           | 0                           |
| 2011                        | 6                           | 0                           |
| 2012                        | 6                           | 0                           |
| 2013                        | 8                           | 0                           |
| 2014                        | 8                           | 0                           |
| 2015                        | 2                           | 0                           |
| 2016                        | 1                           | 0                           |
| Total                       | 94                          | 0                           |

Статистичні дані станом на 25 березня 2016 року

## Досягнення

### Командні
- Кубок Росії
  -  Володар (1): 1998/99

- Першість Футбольної Національної Ліги
  -  Чемпіон (1): 2006

### Індивідуальні
- У Списку 33 найкращих футболістів чемпіонату Росії (1): № 3 - 1999
- Найкращий воротар чемпіонату Росії за оцінками «Спорт-Експрес»: 1997 (сер.оцінка - 6,26)
- 19 червня 2008 року став рекордсменом в радянському й російському футболі за кількістю відбитих пенальті (14)[18]
- Член Клубу Льва Яшина.
- Член Клубу Леоніда Іванова (51 сухий матч за «Зеніт» і 7 за збірну Вірменії)[19].